# Wilhelm Schmidtbonn
Wilhelm Schmidtbonn, ursprungligen Schmidt, född den 6 februari 1876 i Bonn, död den 3 juli 1952 i Bad Godesberg, var en tysk författare.
Schmidtbonn debuterade 1901 med skådespelet Mutter Landstrasse (2:a upplagan 1904), som följdes av dramerna Die goldene Tür (sistnämnda år), Der Graf von Gleichen (1908; 3:e upplagan 1914), som Max Reinhardt gav med stor framgång, Der Zorn des Achilles (1909; 2:a upplagan 1911), Der verlorene Sohn (1912; 2:a upplagan 1914), Der König von Münster (1914) och Die Stadt der Besessenen (1915) samt lustspelen Hilfe! Ein Kind ist vom Himmel gefallen (1910) och Der spielende Eros (1911). Schmidtbonn skrev även noveller Uferleute (1903), Raben (1904), Der Heilsbringer (1906), en samling legender, Wunderbaum (1913; 2:a upplagan 1914), och dikter, Lobgesang des Lebens (1911). Från första världskriget är hans båda arbeten Krieg in Serbien (2 upplagor 1916) och Menschen und Städte im Kriege (2 upplagor samma år). Ruben Berg skriver om Schmidtbonn i Nordisk familjebok: "Han är ett kraftigt, lidelsefullt temperament, som gärna uppsöker djärva ämnen och slösar med must och färg i framställningen".